# Liste der Baudenkmale in Hanstedt (Nordheide)
In der Liste der Baudenkmale in Hanstedt (Nordheide) sind alle Baudenkmale der niedersächsischen Gemeinde Hanstedt (Nordheide) aufgelistet. Die Quelle der Baudenkmale ist der Denkmalatlas Niedersachsen. Der Stand der Liste ist der 28. September 2021.

## Allgemein
In den Spalten befinden sich folgende Informationen:
- Lage: die Adresse des Baudenkmales und die geographischen Koordinaten. Kartenansicht, um Koordinaten zu setzen. In der Kartenansicht sind Baudenkmale ohne Koordinaten mit einem roten Marker dargestellt und können in der Karte gesetzt werden. Baudenkmale ohne Bild sind mit einem blauen Marker gekennzeichnet, Baudenkmale mit Bild mit einem grünen Marker.
- Bezeichnung: Bezeichnung des Baudenkmales
- Beschreibung: die Beschreibung des Baudenkmales.
- ID: die Nummer des Baudenkmales
- Bild: ein Bild des Baudenkmales

## Hanstedt
| Lage                                          | Bezeichnung               | Beschreibung | ID       | Bild |
| --------------------------------------------- | ------------------------- | ------------ | -------- | ---- |
| Bei der Kirche 1 53° 15′ 28″ N, 10° 0′ 48″ O  | Kirche                    |              | 32728472 |      |
| Im Bultmoor 6 53° 15′ 41″ N, 10° 0′ 46″ O     | Wohnhaus                  |              | 32728618 | BW   |
| Manskuhlenberg 21 53° 15′ 12″ N, 9° 59′ 40″ O | Wohnhaus                  | Augustenhöh  | 32728396 | BW   |
| Manskuhlenberg 21 53° 15′ 12″ N, 9° 59′ 40″ O | Wasserturm                |              | 32728453 | BW   |
| Manskuhlenberg 21 53° 15′ 10″ N, 9° 59′ 39″ O | Stallungen                |              | 32728415 | BW   |
| Manskuhlenberg 21 53° 15′ 11″ N, 9° 59′ 40″ O | Remise                    |              | 32728434 | BW   |
| Rathausstraße 5 53° 15′ 21″ N, 10° 0′ 49″ O   | Bauernhaus                |              | 32728636 | BW   |
| Soltauer Straße 9 53° 15′ 24″ N, 10° 1′ 18″ O | Wohn-/ Wirtschaftsgebäude |              | 32728541 | BW   |
| Soltauer Straße 9 53° 15′ 24″ N, 10° 1′ 18″ O | Speicher                  |              | 32729182 | BW   |
| Steinberg 2 53° 15′ 27″ N, 10° 0′ 45″ O       | Schul-/Küsterhaus         |              | 32728562 | BW   |

### Forstgrenzsteine Vor den Bergen
| Lage                                       | Bezeichnung      | Beschreibung | ID       | Bild |
| ------------------------------------------ | ---------------- | --- | -------- | ---- |
| Vor den Bergen 53° 14′ 33″ N, 9° 59′ 37″ O | Forstgrenzsteine | Gruppe von 15 Forstgrenzsteinen mit den ID´s: 32728666, 32728683, 32728700, 32728717, 32728734, 32728752, 32728769, 32728786, 32728803, 32728820, 32728837, 32728854, 32728871, 32728888, 32728905. | 32719627 | BW   |

## Nindorf am Walde
| Lage                                        | Bezeichnung | Beschreibung | ID       | Bild |
| ------------------------------------------- | ----------- | ------------ | -------- | ---- |
| Im Auetal 4 53° 14′ 9″ N, 10° 1′ 21″ O      | Wohnhaus    |              | 32729007 | BW   |
| Buursod 2 53° 14′ 13″ N, 10° 1′ 35″ O       | Bauernhaus  |              | 32728989 | BW   |
| Buursod 3 53° 14′ 16″ N, 10° 1′ 37″ O       | Scheune     |              | 32728957 | BW   |
| Buursod 3 53° 14′ 15″ N, 10° 1′ 37″ O       | Scheune     |              | 32728973 | BW   |
| Buursod 3 53° 14′ 15″ N, 10° 1′ 39″ O       | Haupthaus   |              | 32728922 | BW   |
| Buursod 3 53° 14′ 14″ N, 10° 1′ 40″ O       | Hofmauer    |              | 32728942 | BW   |
| Rotdornstraße 6 53° 14′ 16″ N, 10° 1′ 26″ O | Stall       |              | 32729026 | BW   |
| Rotdornstraße 14 53° 14′ 9″ N, 10° 1′ 26″ O | Scheune     |              | 32729044 | BW   |

## Ollsen
| Lage                                                        | Bezeichnung               | Beschreibung | ID       | Bild |
| ----------------------------------------------------------- | ------------------------- | ------------ | -------- | ---- |
| Am Hamberg 5 53° 13′ 18″ N, 10° 0′ 24″ O                    | Wohn-/ Wirtschaftsgebäude |              | 32729081 | BW   |
| Am Hamberg / Am Naturschutzpark 53° 13′ 16″ N, 10° 0′ 36″ O | Kriegerdenkmal            |              | 32729061 | BW   |

## Quarrendorf
| Lage                                       | Bezeichnung               | Beschreibung | ID       | Bild |
| ------------------------------------------ | ------------------------- | ------------ | -------- | ---- |
| Achterdiek 8 53° 16′ 43″ N, 10° 2′ 1″ O    | Wohn-/ Wirtschaftsgebäude |              | 26951426 | BW   |
| Auf dem Sand 8 53° 16′ 45″ N, 10° 2′ 18″ O | Scheune                   |              | 26951351 | BW   |
| Auf dem Sand 8 53° 16′ 45″ N, 10° 2′ 18″ O | Bauernhaus                |              | 26951366 | BW   |
| Auf dem Sand 9 53° 16′ 45″ N, 10° 2′ 18″ O | Scheune                   |              | 26951396 | BW   |
| Auf dem Sand 9 53° 16′ 45″ N, 10° 2′ 18″ O | Wohn-/ Wirtschaftsgebäude |              | 26951381 | BW   |
| Dorfstraße 53° 16′ 32″ N, 10° 2′ 8″ O      | Kriegerdenkmal            |              | 26951303 | BW   |
| Dorfstraße 43 53° 16′ 46″ N, 10° 2′ 14″ O  | Stall                     |              | 26951441 | BW   |
| Dorfstraße 43 53° 16′ 46″ N, 10° 2′ 14″ O  | Wohn-/ Wirtschaftsgebäude |              | 26951282 | BW   |
| Dorfstraße 43 53° 16′ 46″ N, 10° 2′ 14″ O  | Scheune                   |              | 26951488 | BW   |

## Schierhorn
| Lage                                           | Bezeichnung    | Beschreibung | ID       | Bild |
| ---------------------------------------------- | -------------- | ------------ | -------- | ---- |
| Schierhorner Allee 53° 16′ 10″ N, 9° 54′ 29″ O | Kriegerdenkmal |              | 32729099 | BW   |
| Seevestraße 58 53° 16′ 25″ N, 9° 53′ 56″ O     | Bauernhaus     |              | 32729140 | BW   |